# Suva
Suva, a Csendes-óceáni Fidzsi-szigetek fővárosa a korallzátonyoktól szegélyezett Viti Levu délkeleti partjain épült.

## Éghajlat
Suva trópusi éghajlatát a környező óceán kiegyenlítetté teszi, az egyes hónapok középhőmérséklete 23 és 26 °C között ingadozik. A csapadék zömét a délkeleti passzátszelek hozzák, melyek különösen bőségesen öntözik a velük szembeforduló lejtőket és tengerpartokat. Suvára évente átlagosan 3240 mm eső hull, minden hónapban gyakoriak a heves záporok, legfeljebb júniustól augusztusig fordulnak elő rövid szárazabb időszakok. A délelőtti órák rendszerint derűsek, így a napsütés időtartama évente 1900 óra, alig rövidebb mint Magyarországon.
| Hónap                         | Jan. | Feb. | Már. | Ápr. | Máj. | Jún. | Júl. | Aug. | Szep. | Okt. | Nov. | Dec. | Év   |
| ----------------------------- | ---- | ---- | ---- | ---- | ---- | ---- | ---- | ---- | ----- | ---- | ---- | ---- | ---- |
| Rekord max. hőmérséklet (°C)  | 35,0 | 36,0 | 37,0 | 34,0 | 34,0 | 32,0 | 32,0 | 32,0 | 32,0  | 34,0 | 34,0 | 36,0 | 37,0 |
| Átlagos max. hőmérséklet (°C) | 29,0 | 29,0 | 29,0 | 29,0 | 28,0 | 27,0 | 26,0 | 26,0 | 27,0  | 27,0 | 28,0 | 29,0 | 27,8 |
| Átlagos min. hőmérséklet (°C) | 23,0 | 23,0 | 23,0 | 23,0 | 22,0 | 21,0 | 20,0 | 20,0 | 21,0  | 21,0 | 22,0 | 23,0 | 21,8 |
| Rekord min. hőmérséklet (°C)  | 19,0 | 19,0 | 19,0 | 16,0 | 16,0 | 14,0 | 13,0 | 14,0 | 14,0  | 14,0 | 13,0 | 17,0 | 13,0 |
| Átl. csapadékmennyiség (mm)   | 290  | 272  | 368  | 310  | 257  | 170  | 125  | 211  | 196   | 211  | 249  | 318  | 2977 |

## Történelme

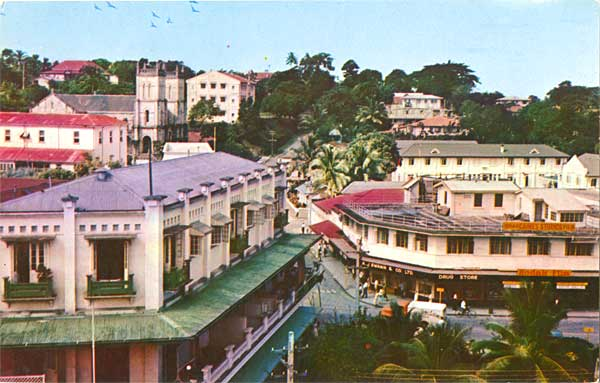
Suva

A dimbes-dombos félszigeten épült Suvát 1882-ben szemelték ki az angolok fővárosnak, és a kis halászfalu lerombolt kunyhóinak, feltöltött cukornádföldjeinek helyét rövidesen elfoglalták a gyarmati közigazgatás épületei. Suva fejlődése a függetlenné válás (1970) után is töretlenül folytatódott. 

## Népesség
A népesség száma 1990-ben 75 000 volt. A főváros lakosainak nagyobb fele indiai, az ültetvények egykori munkásainak leszármazottai ma kezükben tartják a kereskedelem és a pénzügyi élet kulcspozícióit. A fekete bőrű, göndör hajú fidzsik kisebbségbe kerültek, rajtuk kívül kínaiak, polinézek, európaiak teszik még tarkábbá Suva utcáinak forgatagát.

## Gazdasága

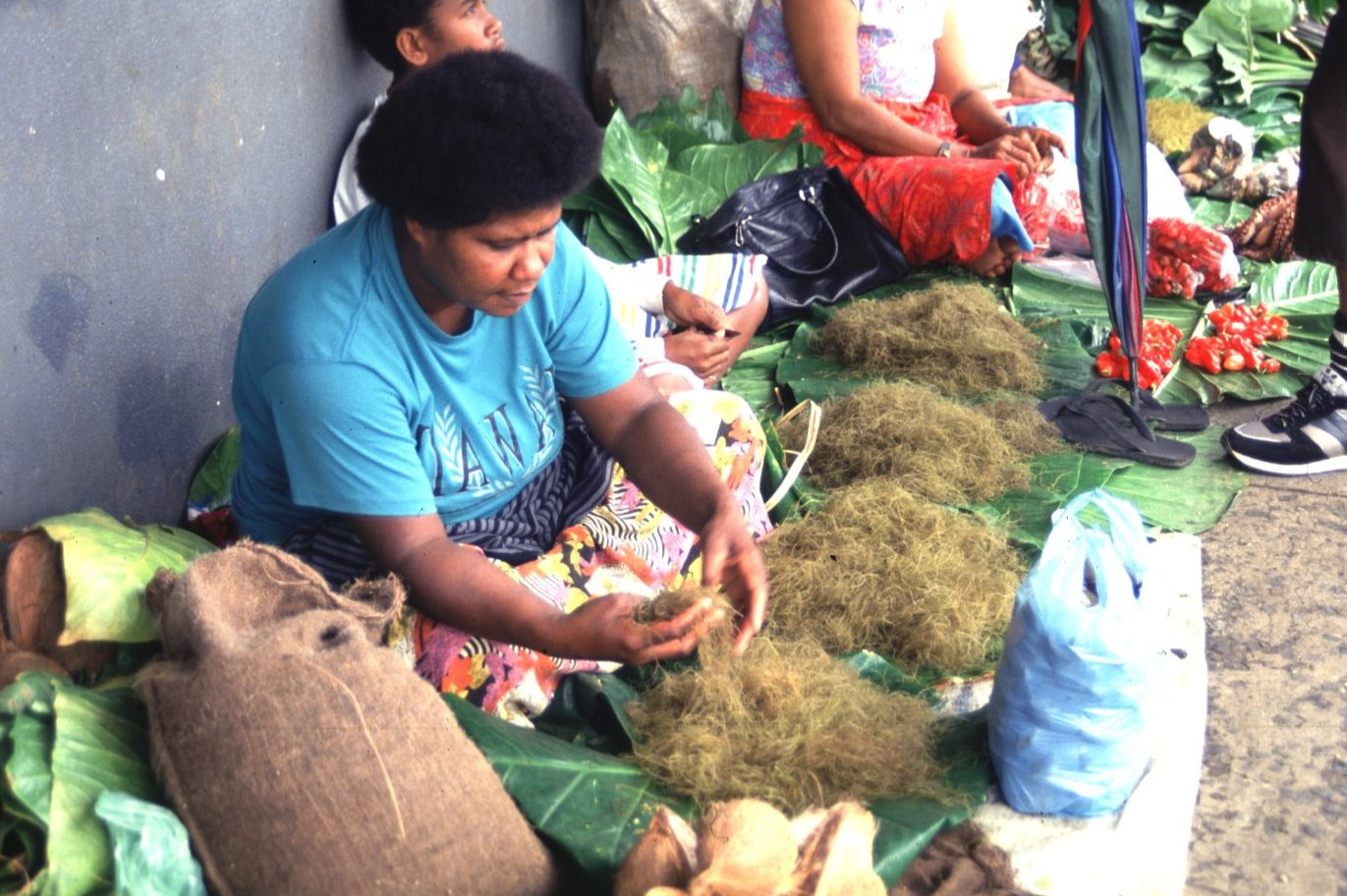
Piac

A város gazdasági életének alapja a mély vízű kikötő, ahol a sziget fő termékeit, a nádcukrot és a szárított kókuszdióbeleket, a koprát rakják a hajóra. A kikötő forgalma Új-Zélandot leszámítva a legnagyobb az egész dél-csendes-óceáni szigetvilágban. Suva ipari üzemei a kikötő környékén, a város északi felében tömörülnek, a gyárak az ültetvényes mezőgazdaság termékeit dolgozzák fel, vagy közszükségleti cikkeket állítanak elő a helyi lakosság számára.
Az állam bevételének legfőbb forrása az idegenforgalom, a külföldiek nagy része a sziget túlsó oldalán fekvő Nadi (Nandi) nemzetközi légikikötőjében lép fidzsi földre. 1967-ben nyílt meg a Laucala öböl partján a Dél-csendes-óceáni Egyetem, a pacifikus szigetvilág déli felének egyetlen rangos felsőoktatási intézménye, amely tovább erősíti Suvának az egész térségre kisugárzó gazdasági és kulturális központi szerepkörét.

## Látnivalók
Suva központját egy keskeny, hosszú tengeri öböl, a Nubukalou két részre osztja, ezek közt hidak teremtenek kapcsolatot. A belváros tengelye a tengerparttal párhuzamosan futó sugárút, a Victoria Parade. Itt sorakoznak a legelőkelőbb szállodák, a modern banképületek, itt van a főposta és a városháza is. A legtöbb minisztérium a gyarmati időkből fennmaradt hatalmas, ódon kormánypalotában székel. Ennek a közvetlen közelében, az Albert-parkban régi brit szokás szerint krikett-, tenisz- és futballpályák sorakoznak. A város déli részén a csodálatosan szép botanikus kertben kapott helyet a Fidzsi Múzeum, amely a szigetlakók művészetének legbecsesebb alkotásai mellett hajdani használati tárgyakat – csónakokat, agyagedényeket, kézifegyvereket, és az emberevő szertartásoknál használt villákat – mutat be. Korallból és kagylóból készült dísztárgyakat, faragványokat, gyékényfonatokat a múzeum boltjában és a piacokon is árulnak, a fejlődő idegenforgalom, a messzeföldről ideözönlő gazdag turisták új lendületet adnak a fidzsi népművészeti háziiparnak. 